# Cristina Fogazzi
Cristina Fogazzi, née en 1974 à Sarezzo (Italie), est une esthéticienne, influenceuse, et entrepreneuse italienne connue sous le pseudonyme de l’Estetista Cinica en français : « l’Esthéticienne Cynique ».

## Biographie
Cristina Fogazzi naît en 1974 à Sarezzo, dans la province de Brescia. Elle étudie au liceo classico puis dans une école d’esthétique. En 2009, elle est licenciée de la franchise qu’elle contribuait à monter pour une agence. Elle reprend alors un centre d’esthétique déjà existant à Milan. En 2012, elle poste son premier dessin sur Facebook, se représentant elle-même sous forme de caricature. Elle ouvre ensuite une chaîne YouTube avec des conseils de beauté puis un blog, puis décide de vendre sa propre ligne de cosmétiques en ligne via son site bellavera.it en 2015,. Le site rencontre un grand succès : il cumule avec son centre d’esthétique un chiffre d’affaires mensuel de 150 000 euros en 2017, et 450 000 euros en 2018. En novembre 2018, Fogazzi renomme son site en veralab.it et crée l’entreprise VeraLab. Le site réalise 1,12 million d’euros de chiffre d’affaires lors du Black Friday de la même année, puis 1 million d’euros pour le seul mois de janvier 2019,,,.
En septembre 2019, elle est suivie par 435 000 abonnés sur Instagram, réseau social sur lequel elle poste quotidiennement des stories,.

## Publications
- (it) Cristina Fogazzi et Enrico Motta (ill. E. Mannari), Guida cinica alla cellulite, Mondadori, coll. « Comefare », 2016, 223 p. (ISBN 978-88-04-66455-0)